# Markus A. Weigand
Markus Alexander Michael Weigand (* 16. April 1967 in Augsburg) ist ein deutscher Anästhesist und Hochschullehrer. Seit Oktober 2014 ist er Professor (W3) und Direktor der Klinik für Anästhesiologie am Universitätsklinikum Heidelberg. Seit 1. August 2024 ist er Stellvertretender Leitender Ärztlicher Direktor im Vorstand des Universitätsklinikums Heidelberg.

## Werdegang
Markus A. Weigand machte 1986 Abitur am Peutinger-Gymnasium in Augsburg. Danach studierte er Humanmedizin an der Universität Ulm (1986–1992) und der Ludwig-Maximilians-Universität München (1992–1993), von der er 1993 auch die Approbation erhielt. Im Dezember des gleichen Jahres folgte die Promotion zum Doktor der Medizin mit dem Prädikat magna cum laude zum Thema Tierexperimentelle Untersuchung zum Einfluß des Molekulargewichtes der Hydroxyethylstärke auf deren Pharmakokinetik und Pharmakodynamik. Nach seiner Zeit als Arzt im Praktikum durchlief er ab 1995 seine Facharztweiterbildung an der Klinik für Anästhesiologie des Universitätsklinikums Heidelberg bei Professor Eike Martin. 1998 folgte ein Forschungsaufenthalt an der Abteilung für Immungenetik des Deutschen Krebsforschungszentrums (DKFZ) in Heidelberg, 2001 ein weiterer am Basel Institut für Immunologie sowie die Facharztanerkennung für Anästhesiologie. 2002 erhielt er mit dem European Diploma in Anesthesiology and Intensive Care (DEAA) den europäischen Facharzttitel. Im Jahr 2004 erfolgte die Habilitation („Immunologische Veränderungen in der Sepsis – Hyperinflammation versus Immunparalyse“) für das Fach Anästhesiologie an der Ruprecht-Karls-Universität Heidelberg und 2008 die Verleihung des Titels „Außerplanmäßiger Professor“. 2008 erhielt er Rufangebote auf die W3-Professur an die Klinik für Anästhesiologie der Martin-Luther-Universität Halle-Wittenberg (abgelehnt) sowie an die Klinik für Anästhesiologie und Operative Intensivmedizin der Justus-Liebig-Universität Gießen, welches er annahm. Die Gießener Klinik für Anästhesiologie und Operative Intensivmedizin leitete er für sechs Jahre. Hier fungierte er außerdem unter anderem als stellvertretender Sprecher und administrativer Koordinator der „Landes-Offensive zur Entwicklung Wissenschaftlich-ökonomischer Excellenz (LOEWE)“ des Landes Hessen, war Faculty-Mitglied des „Universities Giessen and Marburg Lung Center“ und Beauftragter für Training and Education des Deutschen Zentrums für Infektionsforschung. Im Oktober 2014 wurde er nach Ruferhaltung Leiter der Klinik für Anästhesiologie des Universitätsklinikums Heidelberg. Er ist verheiratet und hat vier Kinder.

## Arbeitsgebiete
Markus A. Weigand ist insbesondere Experte für die intensivmedizinische Behandlung von Patienten mit schwersten Infektionen und Sepsis sowie von Patienten nach Organtransplantationen. Neben der täglichen Praxis liegen hier auch seine Forschungsschwerpunkte – so ist er Mitautor von mehr als 400 Originalpublikationen sowie mehreren Standardwerken und Lehrbüchern zu diesen Themen.

## Ämter und Funktionen
- Stellvertretender Leitender Ärztlicher Direktor im Vorstand des Universitätsklinikums Heidelberg (seit August 2024)
- Generalsekretär der Deutschen Sepsis-Gesellschaft (seit 2024)
- Stellvertretender Vorsitzender der Deutschen Sepsis-Gesellschaft (Vorsitz 2017 bis 2021)
- Beirat der Paul-Ehrlich-Gesellschaft seit 2018
- Gutachter der Deutschen Forschungsgemeinschaft (DFG)

## Werke
- Sepsis : Pathophysiologie, Diagnose und klinisches Management. Walter de Gruyter, 2022, ISBN 978-3-11-067336-4.
- Intensivmedizin compact : Für den klinischen Alltag und die Zusatzweiterbildung Intensivmedizin. Georg Thieme Verlag, 2021, ISBN 978-3-13-241854-7.
- Intensivmedizin. Georg Thieme Verlag, 2014, ISBN 978-3-13-114873-5.
- Diagnostik invasiver Mykosen: Für den klinischen Alltag. Ligatur Verlag, 2011, ISBN 978-3-940407-34-4.

## Ausgewählte Publikationen
- T. W. Felbinger, M. A. Weigand, K. Mayer: Supplementation in acute lung injury. In: JAMA. Band 307, Nr. 2, 11. Jan 2012, S. 144; author reply 145-146. doi:10.1001/jama.2011.1982. PMID 22235078.
- T. W. Felbinger, M. A. Weigand, K. Mayer: Early or late parenteral nutrition in critically ill adults. In: N Engl J Med. Band 365, Nr. 19, 10. Nov 2011, S. 1839; author reply 1841–1842. doi:10.1056/NEJMc1110994. PMID 22070483.
- A. Bouchon, F. Facchetti, M. A. Weigand, M. Colonna: TREM-1 amplifies inflammation and is a crucial mediator of septic shock. In: Nature. Band 410, Nr. 6832, 26. Apr 2001, S. 1103–1107. doi:10.1038/35074114. PMID 11323674.
- M. A. Weigand, M. Volkmann, H. Schmidt, E. Martin, H. Böhrer, H. J. Bardenheuer: Neuron-specific enolase as a marker of fatal outcome in patients with severe sepsis or septic shock. In: Anesthesiology. Band 92, Nr. 3, Mar 2000, S. 905–907. doi:10.1097/00000542-200003000-00057. PMID 10719986.
- M. A. Weigand, S. A. Snyder-Ramos, A. G. Möllers, J. Bauer, D. Hansen, W. Kochen, E. Martin, J. Motsch: Inhaled nitric oxide does not enhance lipid peroxidation in patients with acute respiratory distress syndrome. In: Crit Care Med. Band 28, Nr. 10, Oct 2000, S. 3429–3435. doi:10.1097/00003246-200010000-00009. PMID 11057797.

## Auszeichnungen
- Manfred-Specker-Medaille 2021 für Verdienste um den wissenschaftlichen Nachwuchs der Deutschen Gesellschaft für Anästhesiologie und Intensivmedizin[8]
- Gewinn des Innovationswettbewerbs Medizintechnik 2007 des BMBF
- Karl-Thomas-Preis 2004 der Deutschen Gesellschaft für Anästhesiologie und Intensivmedizin[9]
- Förderpreis der Heidelberger Stiftung Chirurgie 2003[10]

## Redaktionsmitglied von wissenschaftlichen Zeitschriften
- Die Anaesthesiologie[11]
- Anästhesiologie und Intensivmedizin[12]